# Franck Lagorce
Franck Lagorce, född 1 september 1968 i L'Hay-les-Roses, är en fransk racerförare. 

## Racingkarriär
Lagorce körde två formel 1-lopp, nämligen Japans Grand Prix 1994 och Australiens Grand Prix 1994. Han bröt det första och kom elva i det andra loppet.

## F1-karriär
| Säsong | Stall/Tillverkare | Poäng | Placering |
| ------ | ----------------- | ----- | --------- |
| 1994   | Ligier-Renault    | 0     | –         |